# Keskeny szárnyú molyfélék
A valódi lepkék (Glossata) közé tartozó keskeny szárnyú molyfélék (Gracillariidae) rendkívül fajgazdag családja az egész Földön elterjedt. Hazánkban 2005-ig 110 fajt mutattak ki (Mészáros, 2005); 2011-re ez a szám 120-ra nőtt (Pastorális, 2011).
Közepes termetű molylepkék, amelyek számos fajában az imágó telel át. A számos nemzetség hernyói változatos módokon aknáznak, illetve egyes fajok csigaházszerű kúpot csavarnak a levéllemez széléből, és annak anyagát eszik.

## Rendszerezésük
A különböző rendszertanok a családot három-négy alcsaládra és további 5–52, alcsaládba nem sorolt nemre osztják:
- keskenymolyok alcsaládja (Gracillariinae) közel kilencven nemmel:
  - Acrocercops
  - Africephala
  - Amblyptila
  - Apistoneura
  - Apophthisis
  - Aristaea
  - Artifodina
  - Aspilapteryx
  - Borboryctis
  - Callicercops
  - Callisto
  - Caloptilia
  - Calybites
  - Chilocampyla
  - Chrysocercops
  - Conopobathra
  - Conopomorpha
  - Conopomorphina
  - Corethrovalva
  - Cryptolectica
  - Cryptologa
  - Cupedia
  - Cuphodes
  - Cyphosticha
  - Dekeidoryxis
  - Deltaornix
  - Dendrorycter
  - Deoptilia
  - Dextellia
  - Dialectica
  - Diphtheroptila
  - Dysectopa
  - Ectropina
  - Epicephala
  - Epicnistis
  - Eteoryctis
  - Eucalybites
  - Eucosmophora
  - Euprophantis
  - Eurytyla
  - Euspilapteryx
  - Gibbovalva
  - Gracillaria
  - Graphiocephala
  - Hypectopa
  - Ketapangia
  - Lamprolectica
  - Leucanthiza
  - Leucocercops
  - Leucospilapteryx
  - Leurocephala
  - Liocrobyla
  - Macarostola
  - Marmara
  - Melanocercops
  - Metacercops
  - Micrurapteryx
  - Monocercops
  - Neurobathra
  - Neurolipa
  - Neurostrota
  - Oligoneurina
  - Pareclectis
  - Parectopa
  - Parornix
  - Penica
  - Philodoria
  - Phodoryctis
  - Phrixosceles
  - Pleiomorpha
  - Pogonocephala
  - Polydema
  - Polymitia
  - Polysoma
  - Povolnya
  - Psydrocercops
  - Sauterina
  - Schedocercops
  - Semnocera
  - Spanioptila
  - Sphyrophora
  - Spulerina
  - Stomphastis
  - Synnympha
  - Systoloneura
  - Telamoptilia
- sátoraknás molyok alcsaládja (Lithocolletinae) mintegy tucatnyi nemmel:
  - Cameraria
  - Chrysaster
  - Cremastobombycia
  - Hyloconis
  - Leucanthiza
  - Macrosaccus
  - Neolithocolletis
  - Phyllonorycter
  - Porphyrosela
  - Protolithocolletis
- kígyóaknás molyok alcsaládja (Phyllocnistinae) mintegy nyolc nemmel:
  - Angelabella
  - Corythoxestis
  - Cryphiomystis
  - Eumetriochroa
  - Guttigera
  - Metriochroa
  - Phyllocnistis
  - Prophyllocnistis
- Alcsaládba nem sorolt nemek: 
  - Conopobathra
  - Corythoxestis
  - Gracillariites
  - Ornixola
  - Timodora

## Névváltozatok
- keskenyszárnyú molyok[2]
- keskenyszárnyú-molylepkefélék[3]
- keskenyszárnyú molyfélék[4]